# トンキン保護国

トンキン保護国
Protectorat du Tonkin（フランス語）
Xứ bảo hộ Bắc Kỳ（ベトナム語）

国歌: La Marseillaise（フランス語）
ラ・マルセイエーズ

Đăng đàn cung（ベトナム語）
登壇宮

1920年のトンキンの行政区分

トンキン保護国（トンキンほごこく、フランス語: Protectorat du Tonkin、ベトナム語：Xứ bảo hộ Bắc Kỳ / 處保護北圻）は、ベトナム北部を占めていたフランスの保護領である。
安南と同様に、トンキンは事実上阮朝が統治していたが、1886年にフランスは新たな役職、「副王」（ベトナム語：Kinh lược nha / 經略衙）を設置したことで、トンキンをフエの阮朝宮廷から分離させた。しかし1897年7月26日に副王は廃止され、トンキン理事長官は植民地政府及び阮朝宮廷の代表となった。1887年、トンキンはフランス領インドシナの一部となった。

## 解説
1945年、阮朝に於ける当時の皇帝バオ・ダイはパトノートル条約を破棄し、日本の傀儡国家であるベトナム帝国を樹立した。日本が降伏し第二次世界大戦が終結した後、ベトミンはベトナム八月革命を起こして阮朝を廃止させ、ベトナム民主共和国の独立宣言を行った。
トンキンはフランスに返還される前、中国国民軍によって占領されていた。事実上全ての民族主義勢力を排除した後、ベトミンは領土の支配を巡ってフランスと衝突した（第一次インドシナ戦争）。1948年に安南及びトンキンは、ベトナム臨時中央政府の下で正式に統合された。フランスは1949年に仏独協力条約に署名した後、1950年にバオ・ダイ及びベトナム国に正式に主権を譲渡するまで、トンキンを合法的に統治した。

## ギャラリー

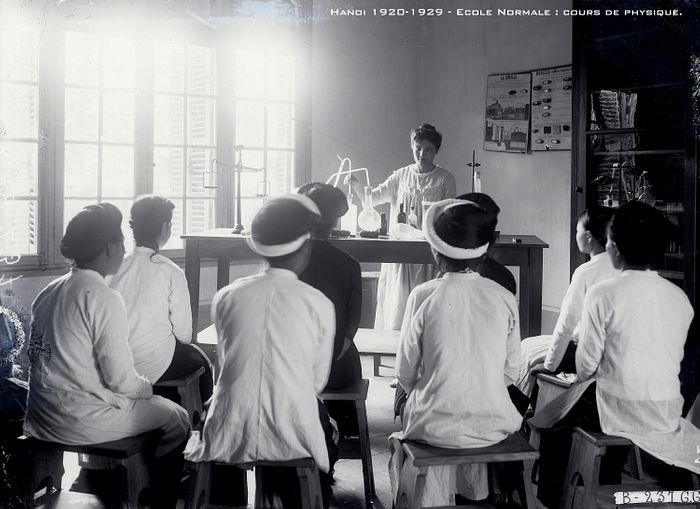
植民地学校（エコール・ノルマル・ディスティトゥトリクス）で化学を学ぶ女子たち
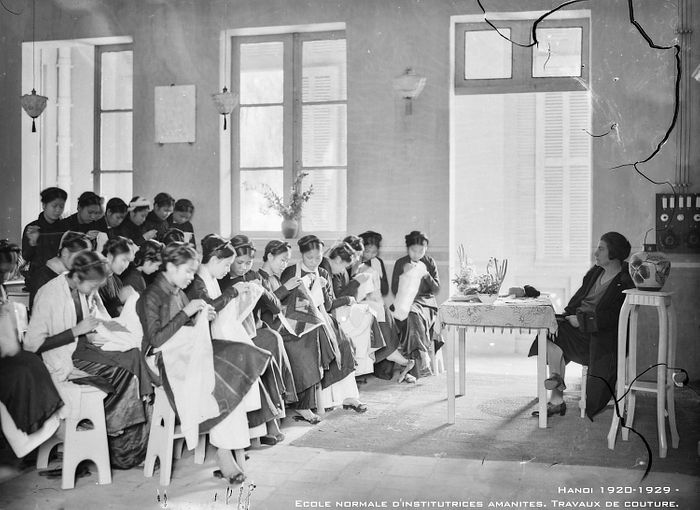
植民地学校（エコール・ノルマル・ディスティトゥトリクス）で裁縫を学ぶ少女たち
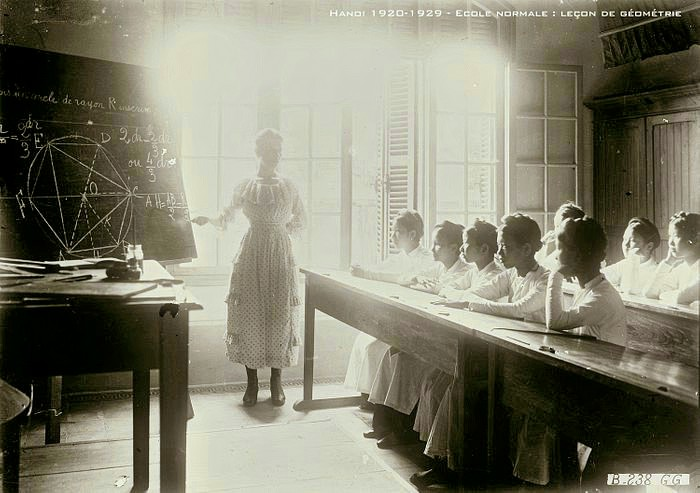
植民地学校（エコール・ノルマル・ディスティトゥトリクス）で数学を学ぶ女子たち
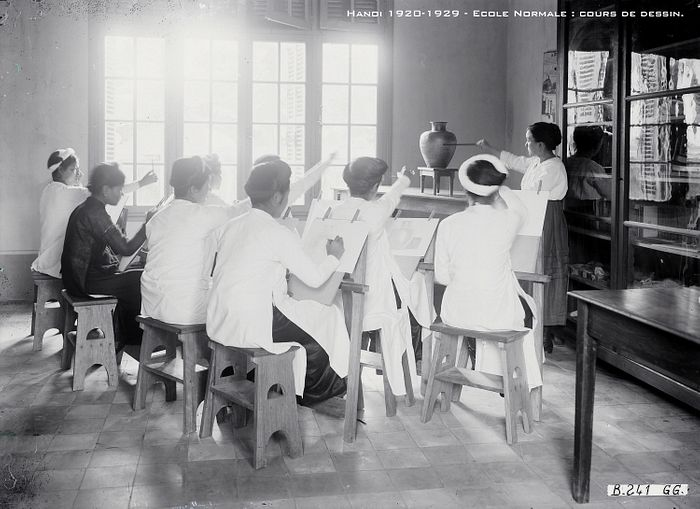
植民地時代の学校（エコール・ノルマル・ディスティトゥトリクス）で絵を学ぶ少女たち
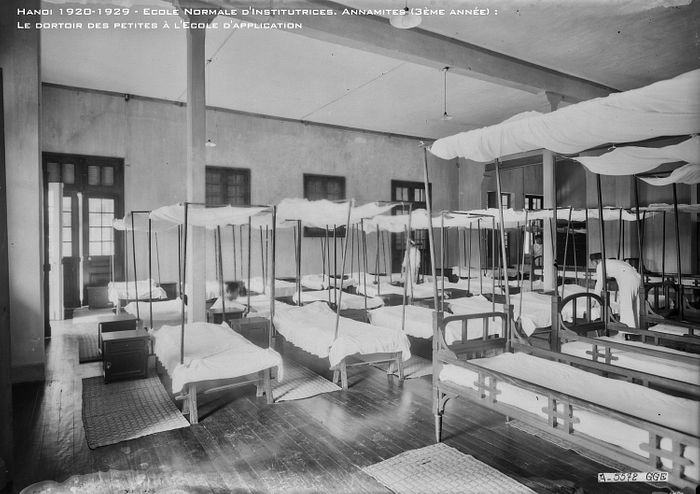
学校の寝室
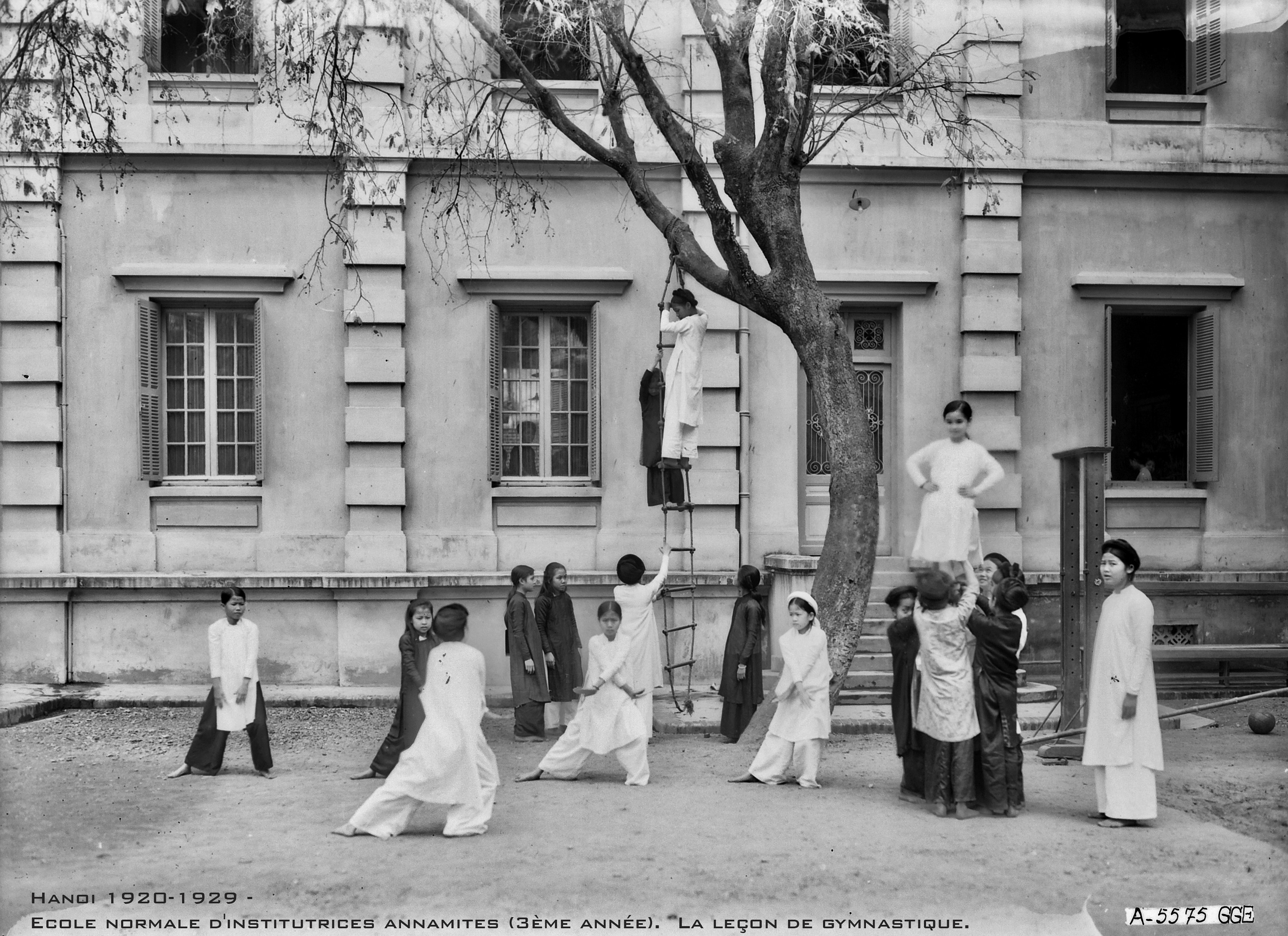
自由時間
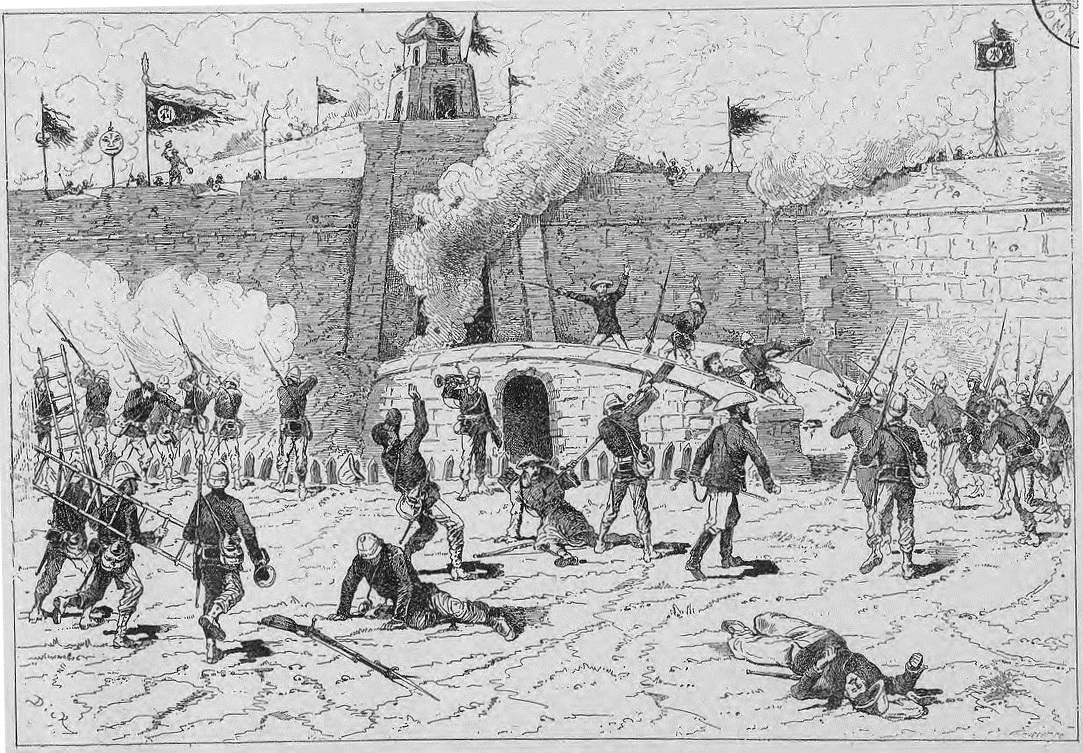
ナムディンの占領、1883年
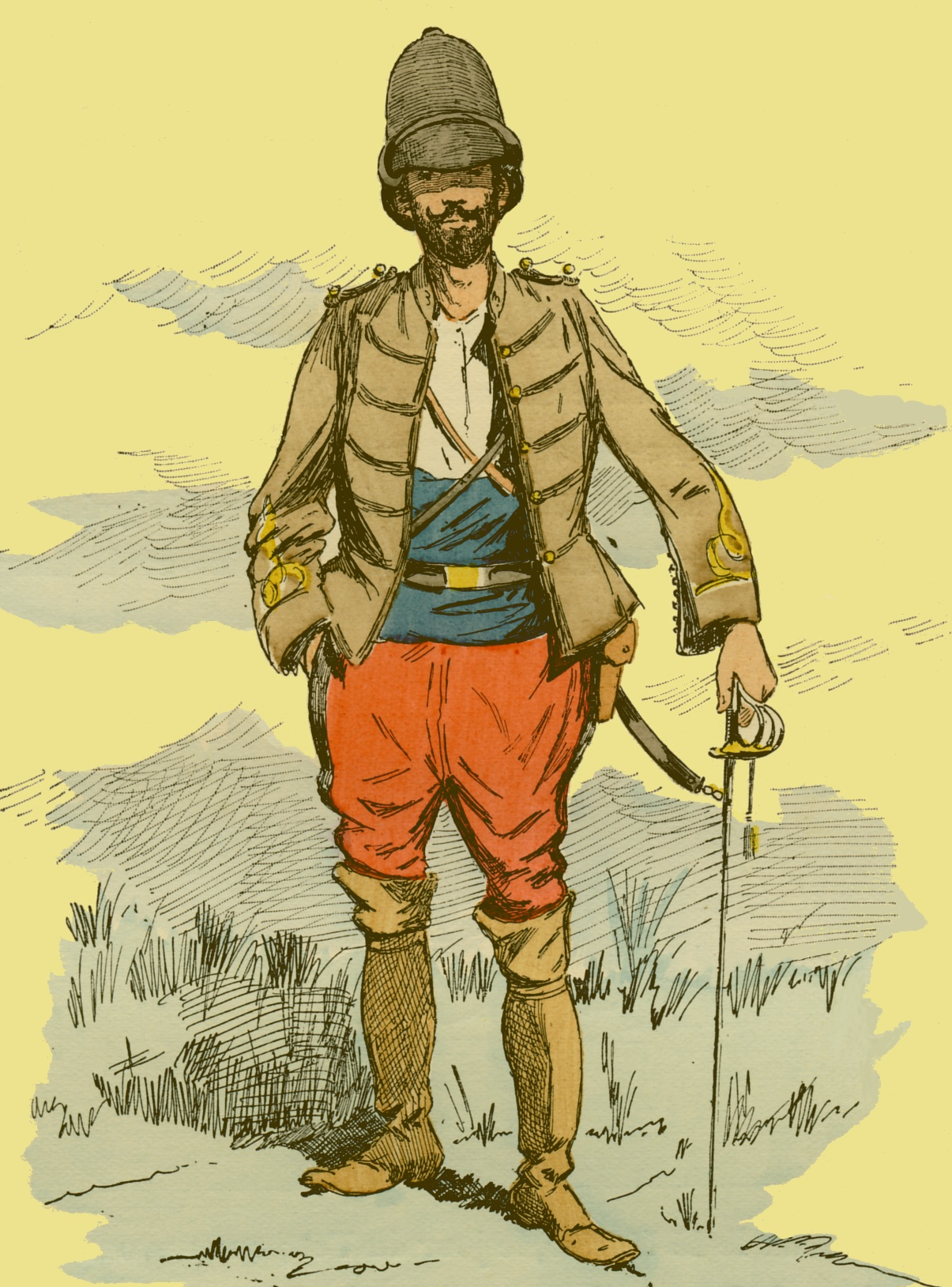
1885年春、トンキンのフランス人ズアーブ将校
1910年頃のハノイ
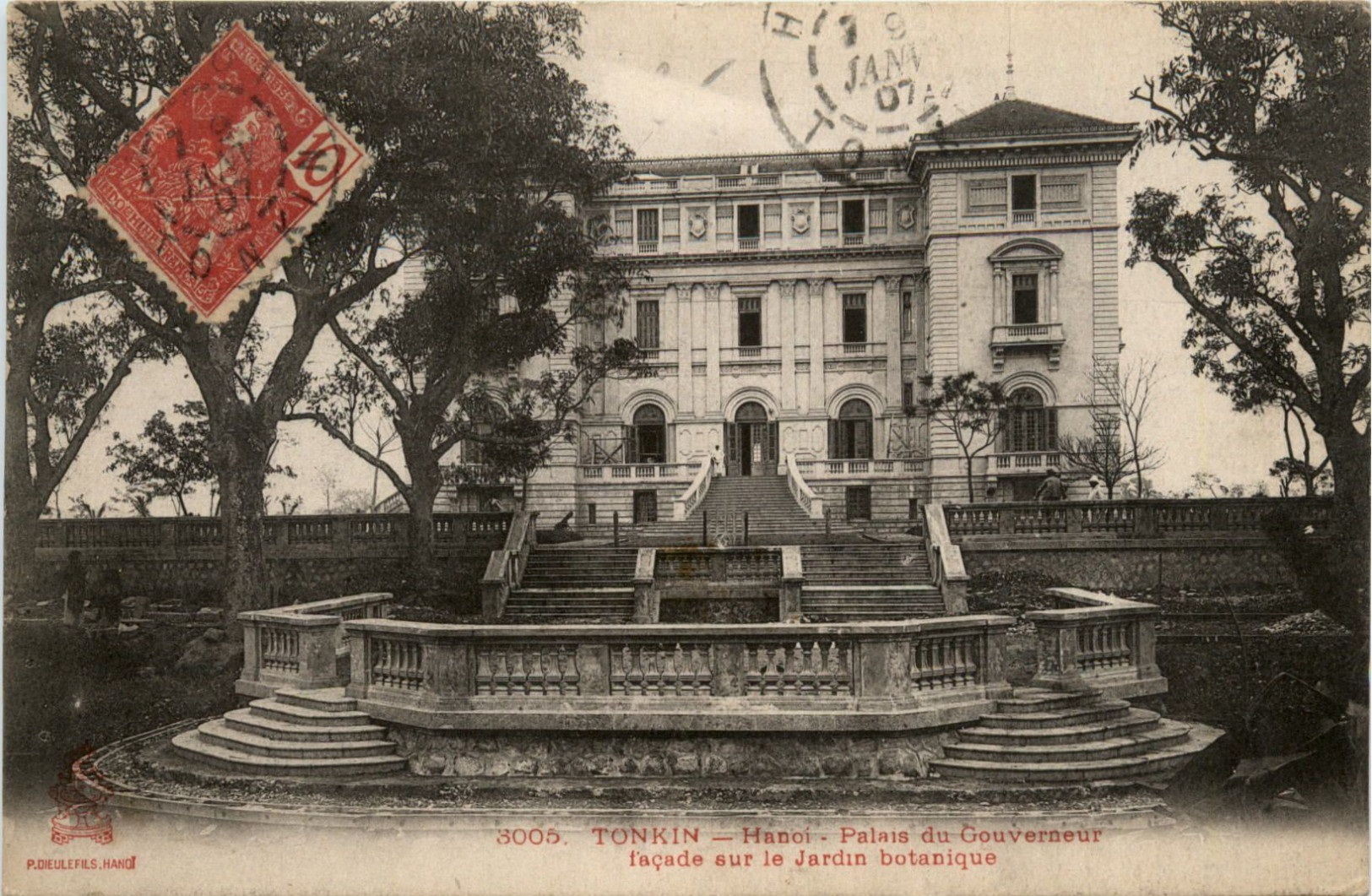
ハノイのフランス総督官邸
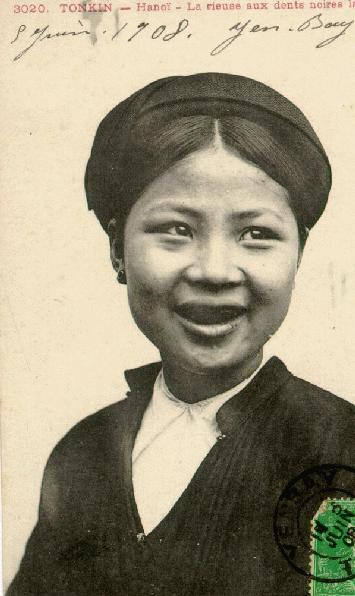
黒く塗られた歯を持つトンキン族の女性、1908年頃

### 地図

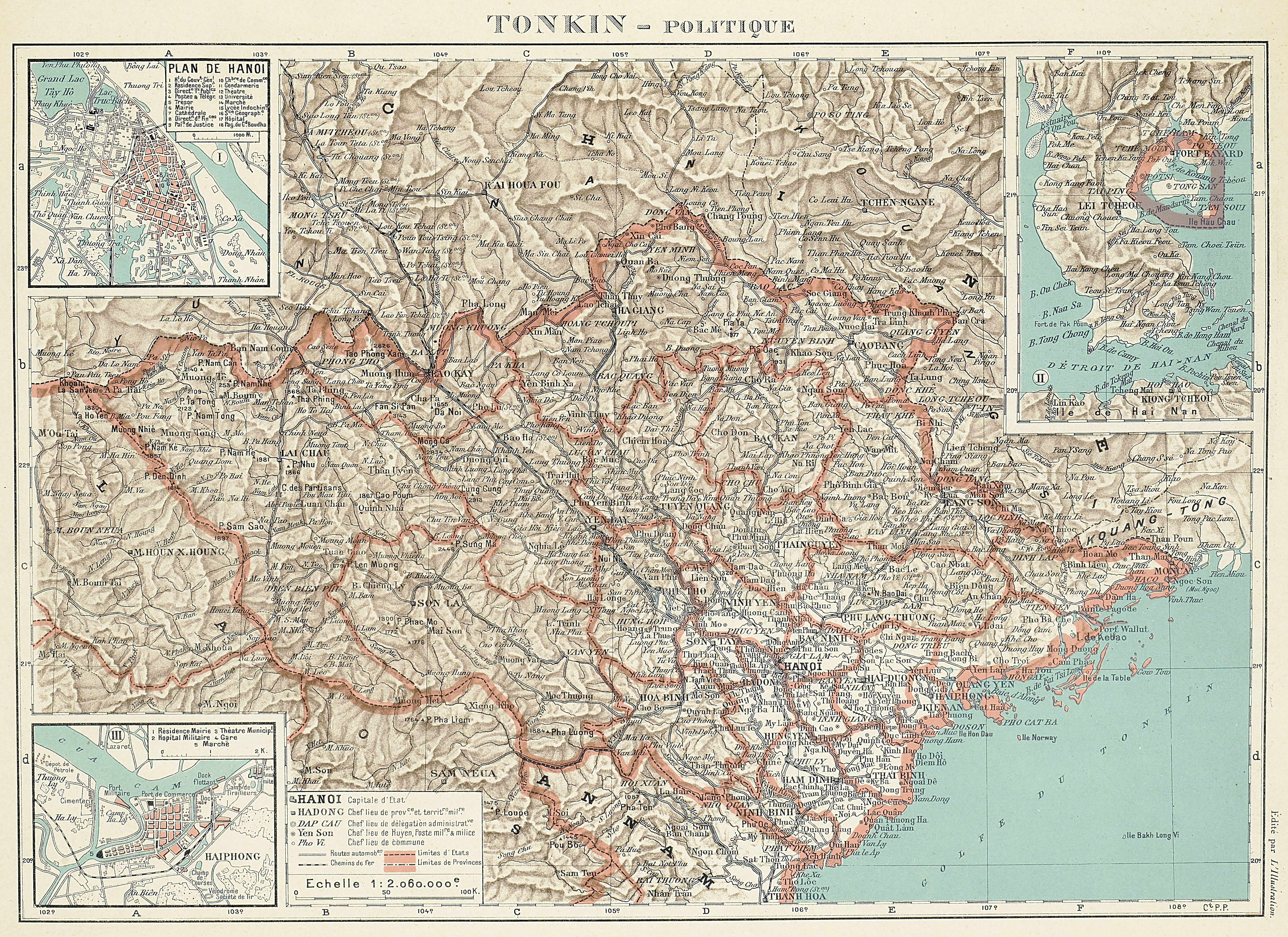
1929年のトンキンの行政区分
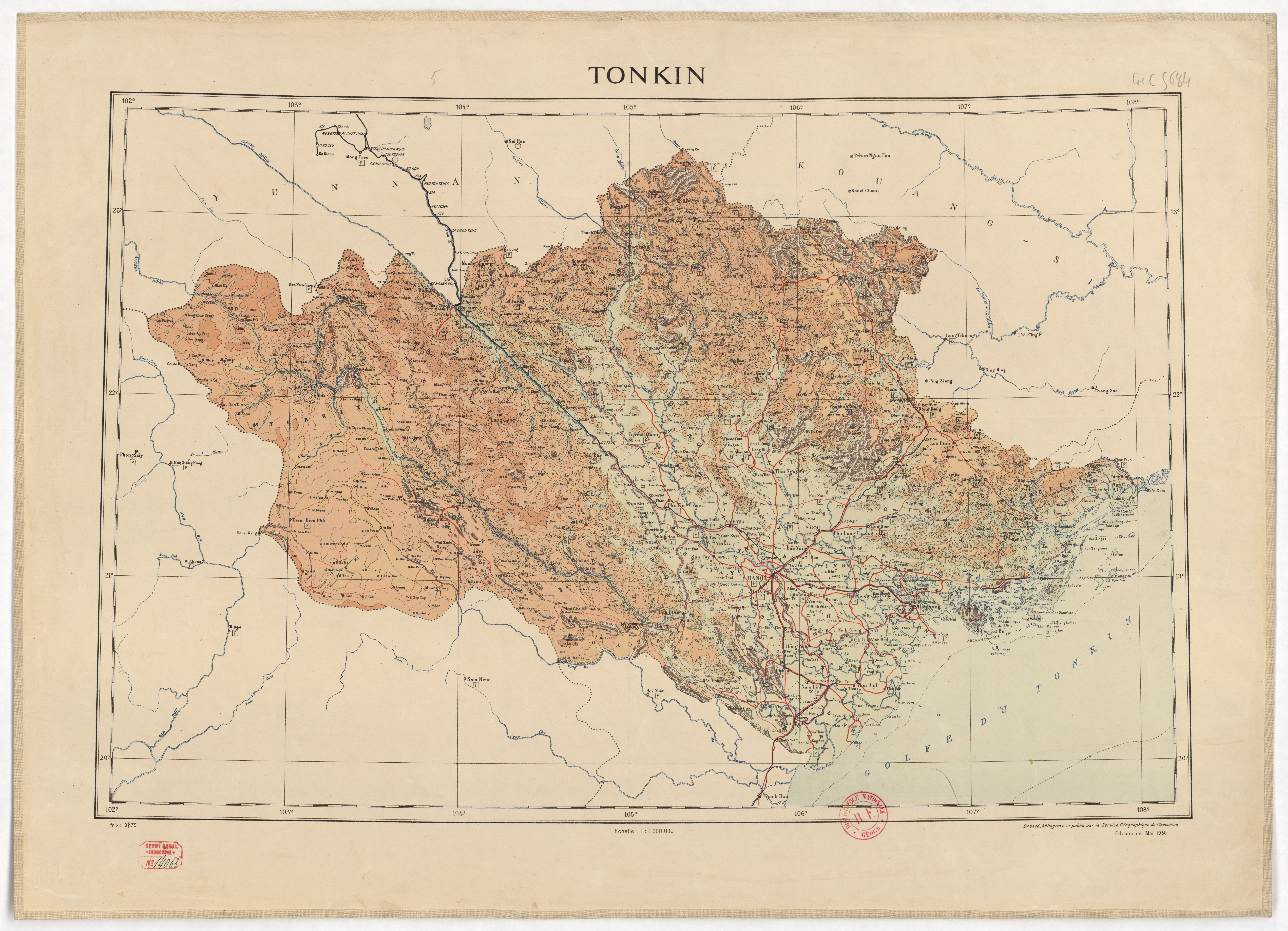
1930年
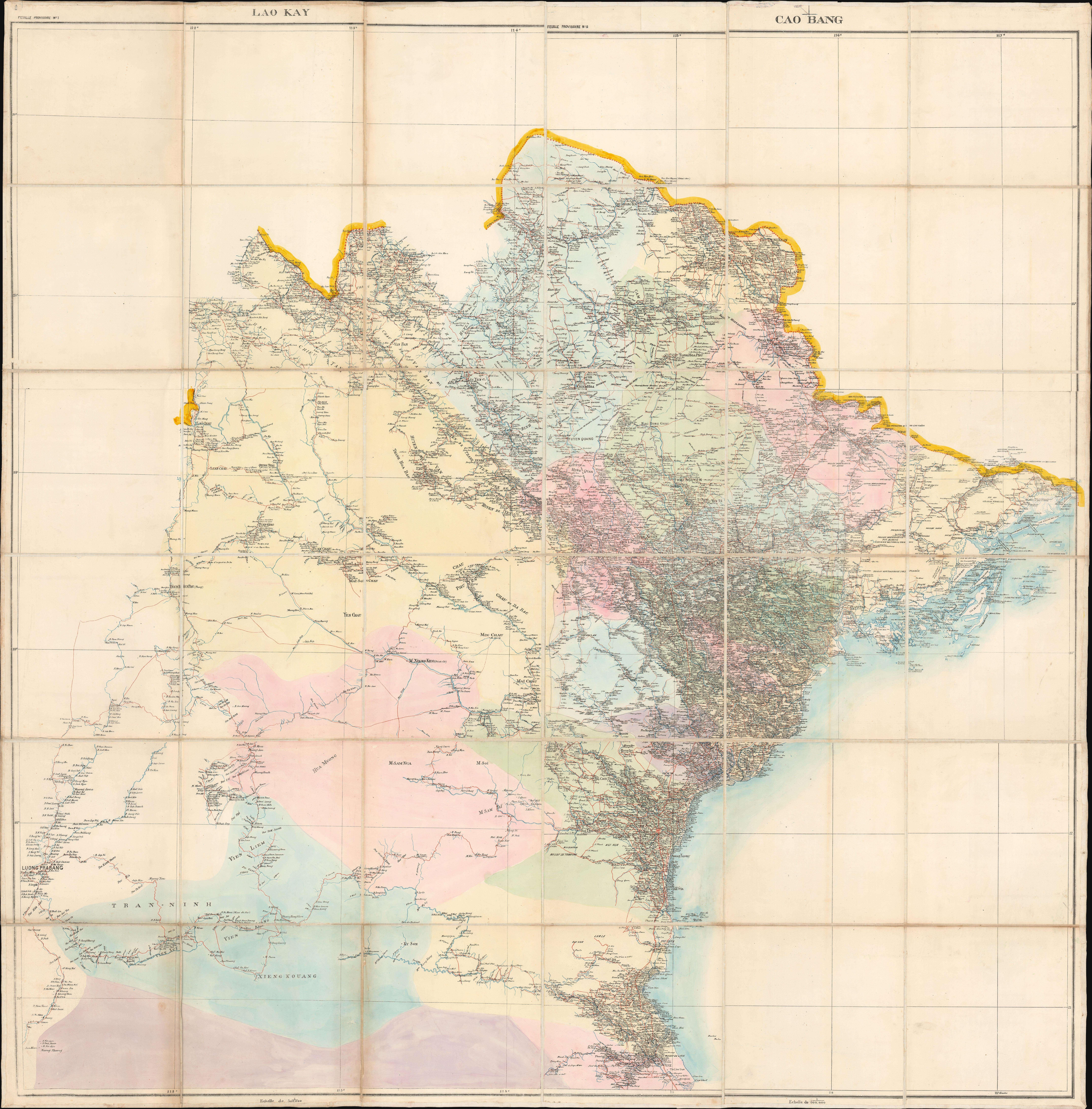
1899年
1889–1895年
1889–1895年
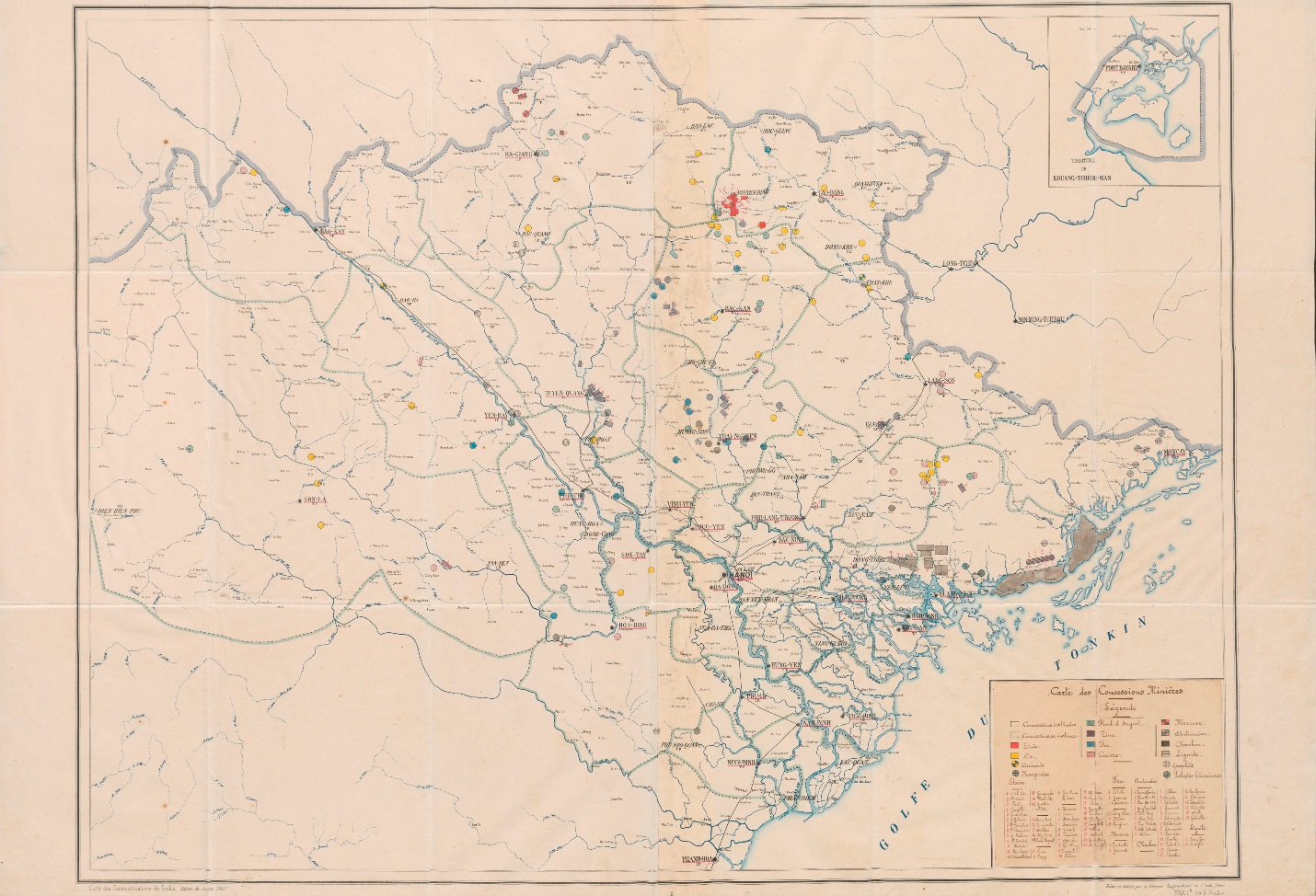
1900年代初頭
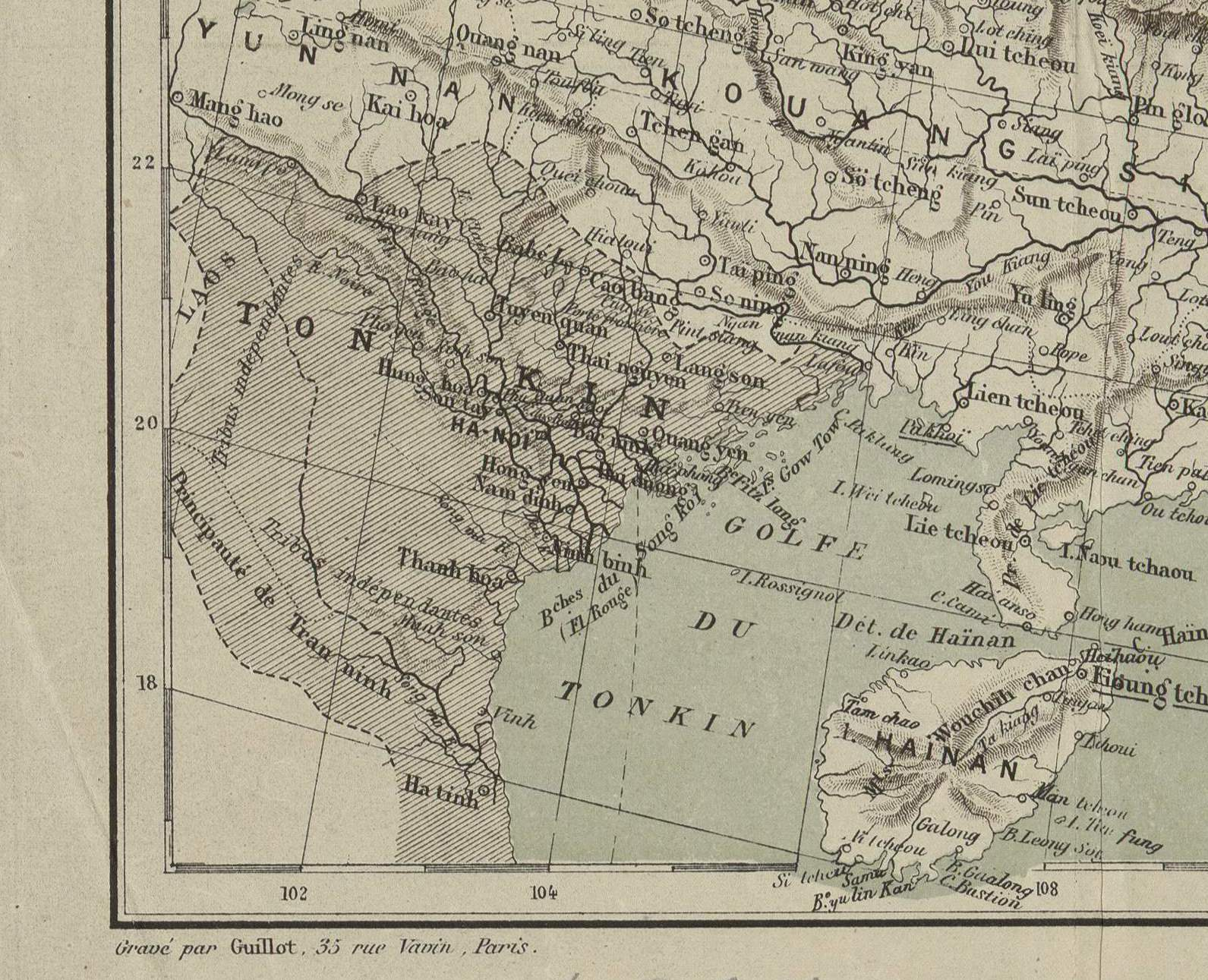
1880年代
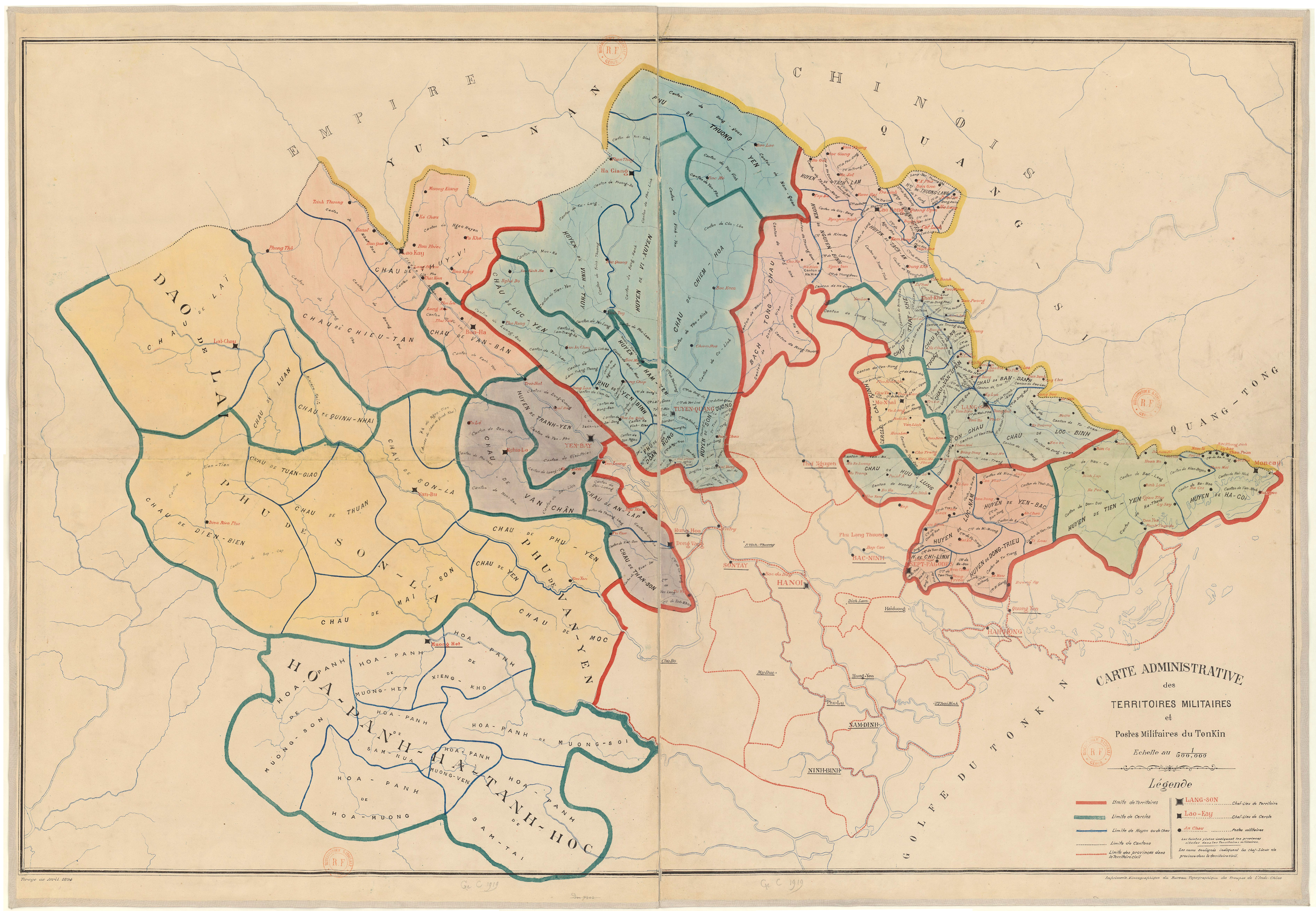
1894年
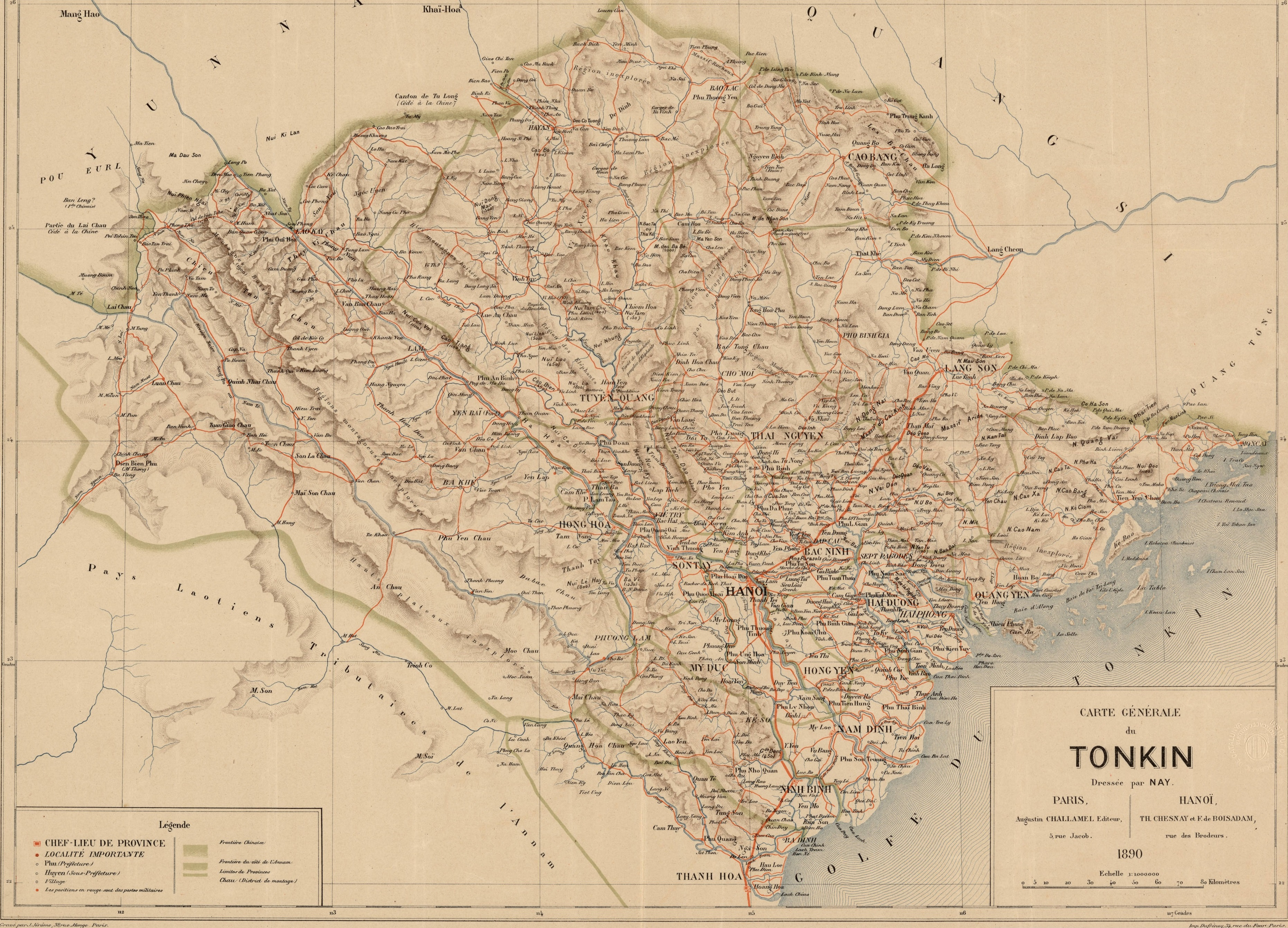
1890年
1889年
1883年
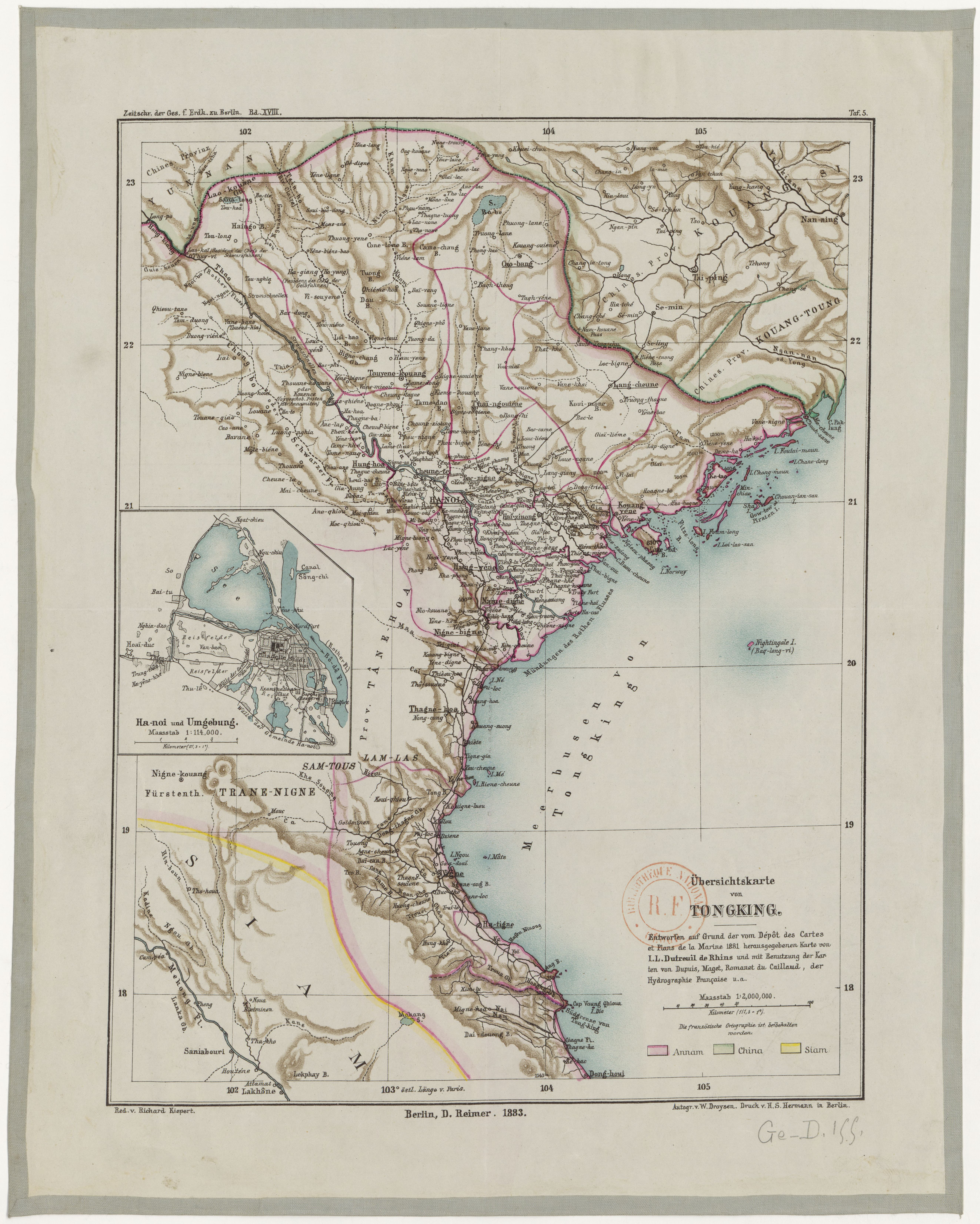
1883年
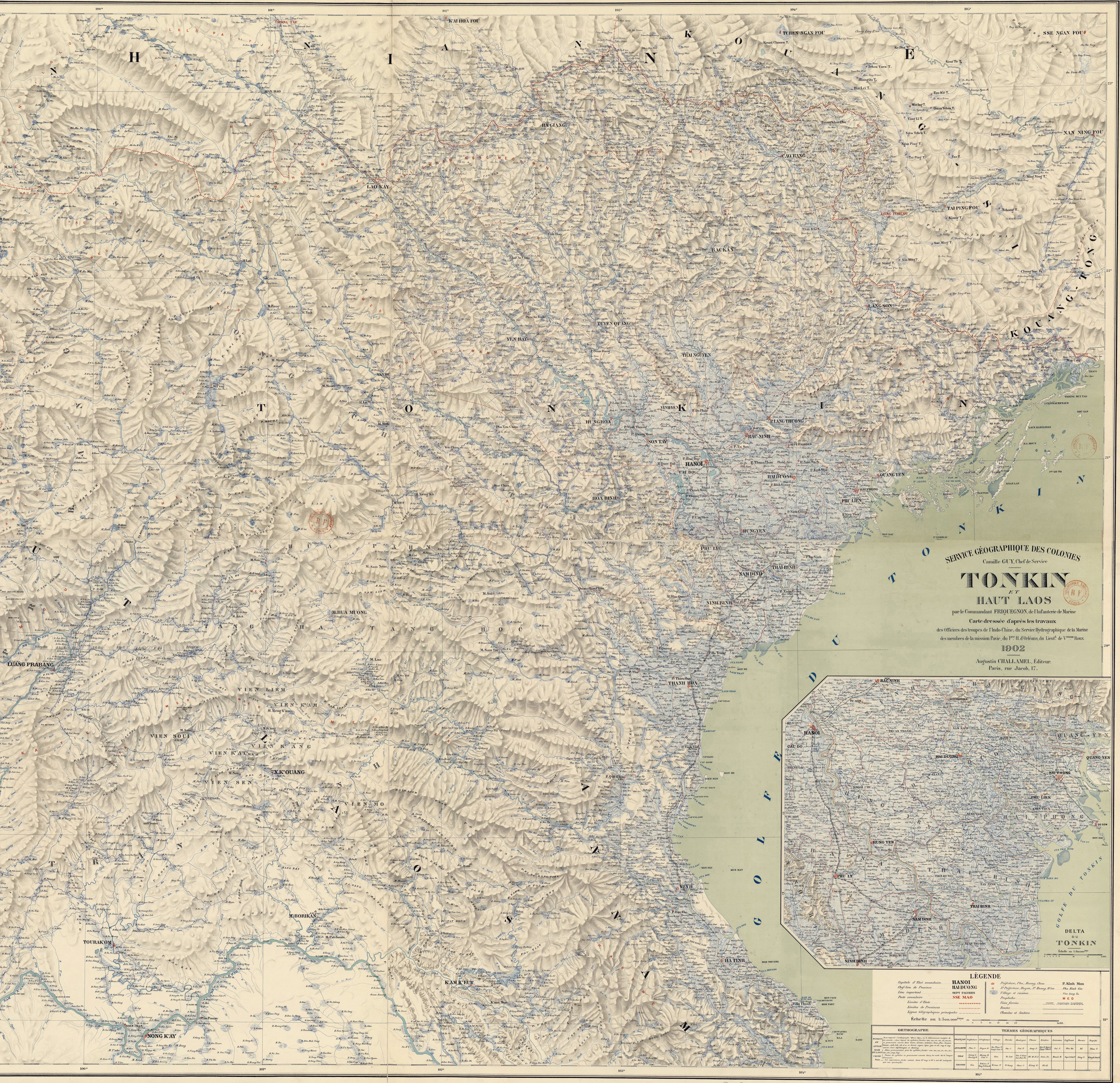
1902年
1891年